# Desa Jombok (administrativ by i Indonesien, lat -6,89, long 111,64)
Desa Jombok är en administrativ by i Indonesien.   Den ligger i provinsen Jawa Timur, i den västra delen av landet, 500 km öster om huvudstaden Jakarta.